# 竜製作所
竜製作所（りゅうせいさくしょ）は、愛知県名古屋市に本社を置く、専用機製作を主事業とする企業である。

## 概要
愛知県大府市にメイン製造工場をもつ。専用機製作をメイン事業とするメーカーである。
2024年10月には、新工場として同市内にドラゴン・ハウス竣工。
専用機の他、治工具、UL規格取得制御盤、OEM、航空機部品、パレットチェンジャー、AIロボティクスなどの製造を行っている。
またOEM(相手先ブランド受託)生産、いわゆる客先ブランドの汎用機や充電スタンドなど、技術力が必要とされる様々な分野からの製作実績を有している。
新しい分野への挑戦もしており、近年ではアメリカ合衆国シリコンバレーにあるベンチャー企業とのプロジェクトにも力を入れている。
社名の由来は、創業者が“辰年”生まれだったこと、創業当時は板金業を営んでおりそのときに製作したパチンコ台の名前が「ドラゴン」だったこと、創業が“中日ドラゴンズ”が日本一になった年に始まったことの3つの要素が重なり、竜製作所となった。パチンコ台「ドラゴン」は当時ヒットした。

## 歴代社長
現在の代表取締役社長である、石田恭一郎は四代目である。
- 石田義夫：1953年8月～1990年5月
- 石田忠義：1990年6月～2000年5月
- 石田光義：2000年6月～2010年5月
- 石田恭一郎：2010年6月～現在

## 国内工場・拠点
*ドラゴン・ハウス（営業・技術・製造部門） 〒474-0001 愛知県大府市北崎町清水ケ根105
*大府工場（営業・技術・製造部門） 〒474-0001 愛知県大府市北崎町清水ケ根111
*豊川工場（営業・技術・製造） 〒441-1231 愛知県豊川市一宮町大池151
*京都工場（営業・技術・製造）西日本本社 〒601-8334　京都市南区吉祥院東砂ノ町52
*第二工場（弥富）（航空機部品製作） 〒498-0066 愛知県弥富市楠町2-18
*大谷工場（弥富）（製造） 〒498-0062 愛知県弥富市大谷1丁目32
*大垣工場（製造） 〒503-1384 岐阜県養老郡養老町下笠字中島370-1
*岡崎工場（製造）〒444-0908 愛知県岡崎市橋目町字東水通12-1
*北九州工場（営業・技術） 〒820-0609 福岡県嘉穂郡桂川町大字吉隈字北ヶ浦833-18
*イノベーションセンター(大垣)(新技術開発拠点) 〒503-0961 大垣市青柳町4丁目86番地
*AIロボティクス ショールーム(模擬倉庫) 〒458-0801 名古屋市緑区鳴海町京田142
*本社オフィス（管理部門） 〒457-0841 愛知県名古屋市南区豊田4丁目8-２
北九州工場は2008年7月に地元桂川町と立地協定を結び、2017年5月に完成した。

## 海外工場・拠点
- 無錫嚆成電機有限公司（中国工場） 中国江蘇省無錫市
- 宇田精密股份有限公司（台湾工場）
- アメリカ駐在事務所 カリフォルニア州マウンテンビュー